# إي إم تي سكويريد
تعد استديوهات EMT سكويريد هي استديوهات رسوم متحركة مملوكة من قبل شركة EMT سكويريد المحدودة اليابانية بالانجليزية : EMT Squared Co., Ltd. (باليابانية : 株式会社EMTスクエアード تعرب الي كابوشيكي-جايشا EMT سوكويادو) يقع مقر الشركة في حي سوغينامي , طوكيو اليابان وتعرف ايضاً بالاسم EMT² تم افتتاح الاستديو يوم السبت الموافق 25 يوليو 2015 .

## قائمة باعمال الاستديو

### سلاسل الانمي التلفزيونية
| اسم الانمي                         | اسم المخرج         | تاريخ بث أول حلقة | تاريخ بث اخر حلقة | عدد الحلقات | ملاحظات                                                                                       | مراجع  |
| ---------------------------------- | ------------------ | ----------------- | ----------------- | ----------- | --------------------------------------------------------------------------------------------- | ------ |
| ريني كوكوا                         | تومي موتشيزوكي     | أبريل 5, 2015     | يونيو 21, 2015    | 12          | مستند علي مانغا رقمية                                                                         | [ 2 ]  |
| ريني كوكوا اهلا في الأمطار الملونة | كازومي كوجا        | أكتوبر 5, 2015    | ديسمبر 27, 2015   | 12          | الموسم الثاني من ريني كوكا                                                                    | [ 3 ]  |
| كوما ميكو: غيرل ميتز بير           | كيوشي ماتسودا      | أبريل 3, 2016     | يونيو 19, 2016    | 12          | انمي مستند علي مانغا من تأليف ماسومي يوشيموتو بالتعاون مع استديوهات في الانتاج كينيما سيتروس. | [ 4 ]  |
| حياة فودانشي في المدرسة الثانوية   | توشيكاتسو توكورو   | يوليو 5, 2016     | سبتمبر 20, 2016   | 12          | انمي مستند علي مانغا اربعة لوحات من تأليف اتامي ميتشينوكو                                     | [ 5 ]  |
| ريني كوكوا في هواي                 | Hisashi Ishii      | أكتوبر 2, 2016    | ديسمبر 18, 2016   | 12          | الموسم الثالث من ريني كوكوا                                                                   | [ 6 ]  |
| نيانكو ديز                         | يوشيماسا هيرايكي   | يناير 8, 2017     | مارس 26, 2017     | 12          | Adapted from a four-panel manga by Tarabagani.                                                | [ 7 ]  |
| طاغية الحب                         | Atsushi Nigorikawa | أبريل 6, 2017     | يونيو 22, 2017    | 12          | Adapted from a manga by Megane Mihoshi.                                                       | [ 8 ]  |
| أوراهارا                           | Amika Kubo         | أكتوبر 4, 2017    | ديسمبر 20, 2017   | 12          | Adapted from a webcomic by Patrick Macias and Mugi Tanaka. Co-animated with شيروغومي.         | [ 9 ]  |
| ريني كوكوا اميكون !!               | Hisashi Ishii      | أكتوبر 4, 2017    | ديسمبر 20, 2017   | 12          | الموسم الرابع من ريني كوكوا                                                                   | [ 10 ] |
| اليس ام اليس                       | Kōsuke Kobayashi   | أبريل 4, 2018     | يونيو 20, 2018    | 12          | Adapted from a manga by Riko Korie.                                                           | [ 11 ] |
| سيد الرجناروك و جرح الانيهايرجار ‏  | Kōsuke Kobayashi   | يوليو 8, 2018     | سبتمبر 23, 2018   | 12          | Adapted from a light novel by Seiichi Takayama and Yukisan.                                   | [ 12 ] |
| ريني كوكوا الجانب جي               | Hisashi Ishii      | يناير 9, 2019     | مارس 26, 2019     | 12          | الموسم الخامس من ريني كوكوا                                                                   | [ 13 ] |
| قاتل مفتخر                         | Kazuya Aiura       | أكتوبر 2019       | TBA               | TBA         | مستند علي رواية قصيرة من تأليف كي اماجي ونينو نينوموتو                                        | [ 14 ] |
| اله دمار يجلس بجواري               | Atsushi Nigorikawa | يناير 2020        | TBA               | TBA         | مستند علي مانغا من تاليف اراتا اكي                                                            | [ 15 ] |

## روابط خارجية
- إي إم تي سكويريد على موقع ANN company (الإنجليزية)

- الموقع الرسمي
 (باليابانية)
- إي إم تي سكويريد  في شبكة أخبار الأنمي